# هویه (گرمانی)
هویه (به آلمانی: Huje) یک شهر در آلمان است که در اشتاینبورگ واقع شده‌است.
 هویه  ۲۶۲ نفر جمعیت دارد.